# 液体鏡式望遠鏡

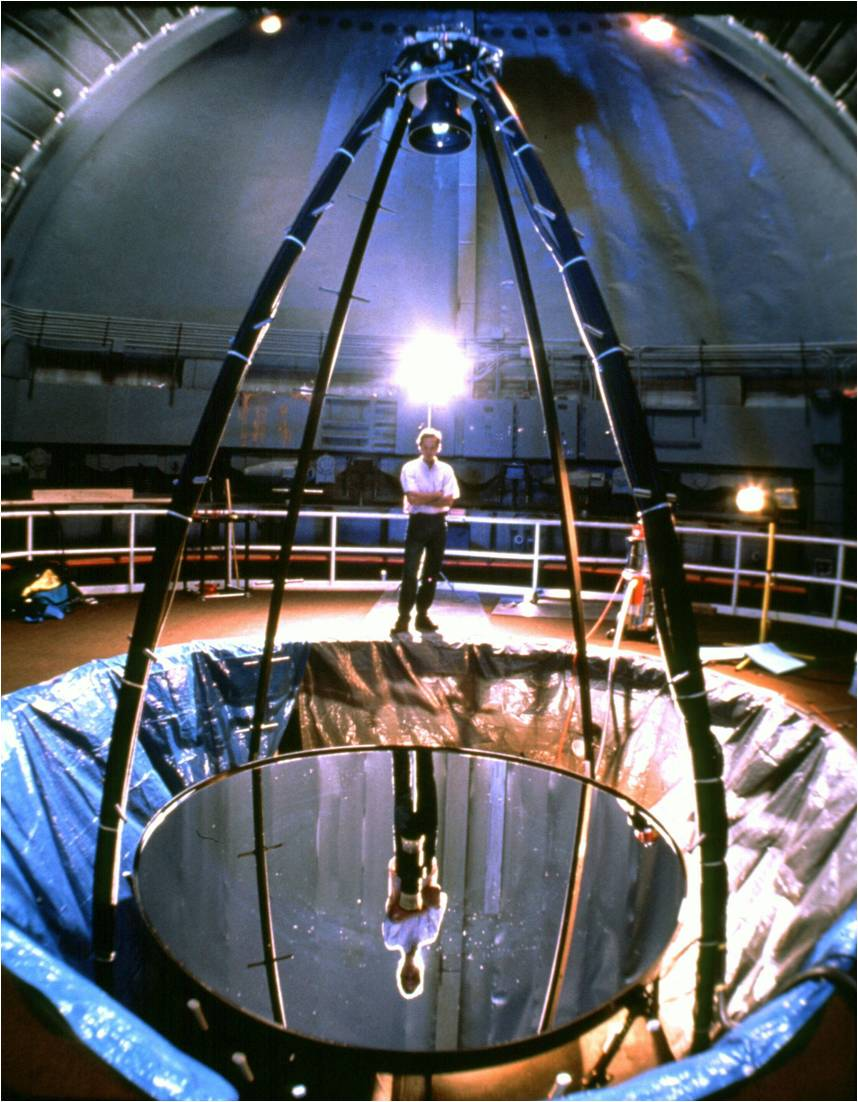
液体鏡式望遠鏡 主鏡が回転により、中央部が凹んで放物面を形成する

液体鏡式望遠鏡（えきたいきょうしきぼうえんきょう）とは反射鏡として液体の反射材を使用する反射望遠鏡。

## 概要
遠心力で放物面を形成する概念は19世紀に既に考案されていたものの、回転数を一定に維持する技術が不十分で実用化は20世紀後半まで待たなくてはならなかった。反射材として水銀や過冷却状態のガリウムを使用する。軸受けには空気軸受を使用する。構造上、天頂にしか主鏡を向けることが出来ないので撮像素子を移動して天頂付近のみを観測するか、天頂から離れた領域の観測にはシーロスタットのように鏡を組み合わせて導光する。カナダの大天頂望遠鏡等でかつて運用され、液体鏡式宇宙望遠鏡も計画されている。
2022年、インド・ウッタラーカンド州にInternational Liquid Mirror Telescopeが完成した。これは、2023年現在唯一稼働している液体鏡式望遠鏡である。

## 利点
- 主鏡を研磨する手間が省けるので建設費が廉価
- 主鏡の回転速度を変えることで焦点距離を変更可能

## 欠点
- 主鏡を傾斜させることが出来ないので、観測できる領域が天頂付近に限定される。
- 主鏡の反射材に水銀を使用した場合、水銀金属及びその蒸気に毒性（水銀中毒）がある。